# За господството на разума
За господството на разума или За властта на разума е старозаветен апокриф, често цитиран като Четвърта Книга Макавейска (виж Макавеи).
Произведението носи елинистичен философски дух, а стилистично е оформено да звучи старозаветно пророчески. Съдържа философски беседи, изградени като мидраш към сказанието от Втора книга Макавейска за Елеазар и братята-мъченици, т.е. петимата братя Макавеи. В античността книгата се е приписвала на Йосиф Флавий, но днес авторството му е спорно.
„За господството на разума“ е характерно произведение на александрийската школа на елинистичния юдаизъм, която се стреми да нагоди античната философия към библейското учение.
Отците на Църквата често цитират произведението. Не е установено в кои години е написан апокрифа, но във всички случаи това се е случило през 1 век.